# Llandegla
Llandegla (en galés: Llandegla-yn-Iâl) es una villa y comunidad en el condado de Denbighshire en Gales. Tiene una población de 567 habitantes, según el censo de 2011.
Está ubicada a 253 m s. n. m. en el valle del río Alyn, junto a la ruta que une Ruthin con Wrexham. Los límites de la comunidad incluyen a la propia villa de Llandegla y a la villa vecina de Pen-y-stryt.

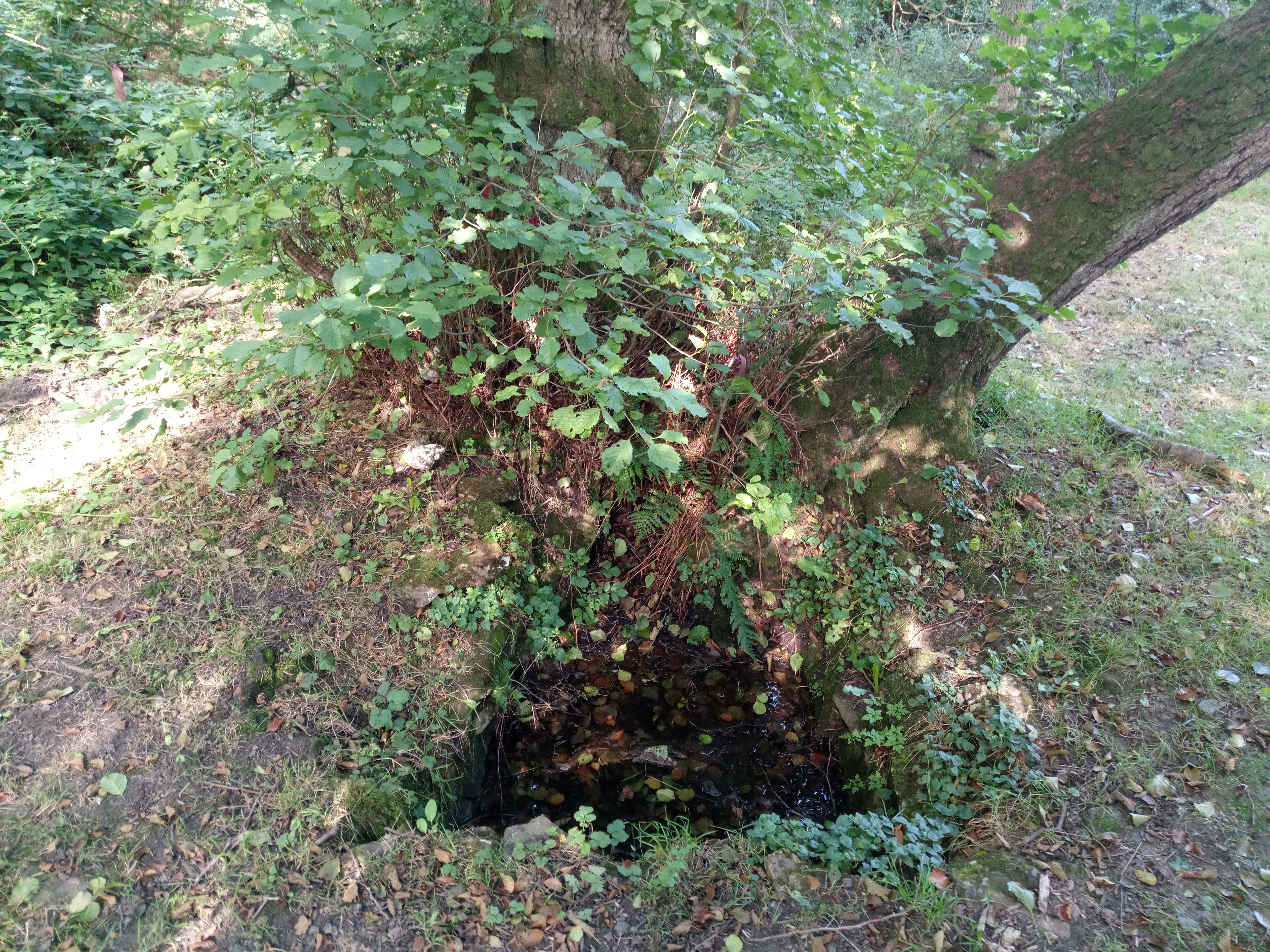
Manantial de Santa Tecla. Su uso fue desaconsejado por la iglesia, a partir del.

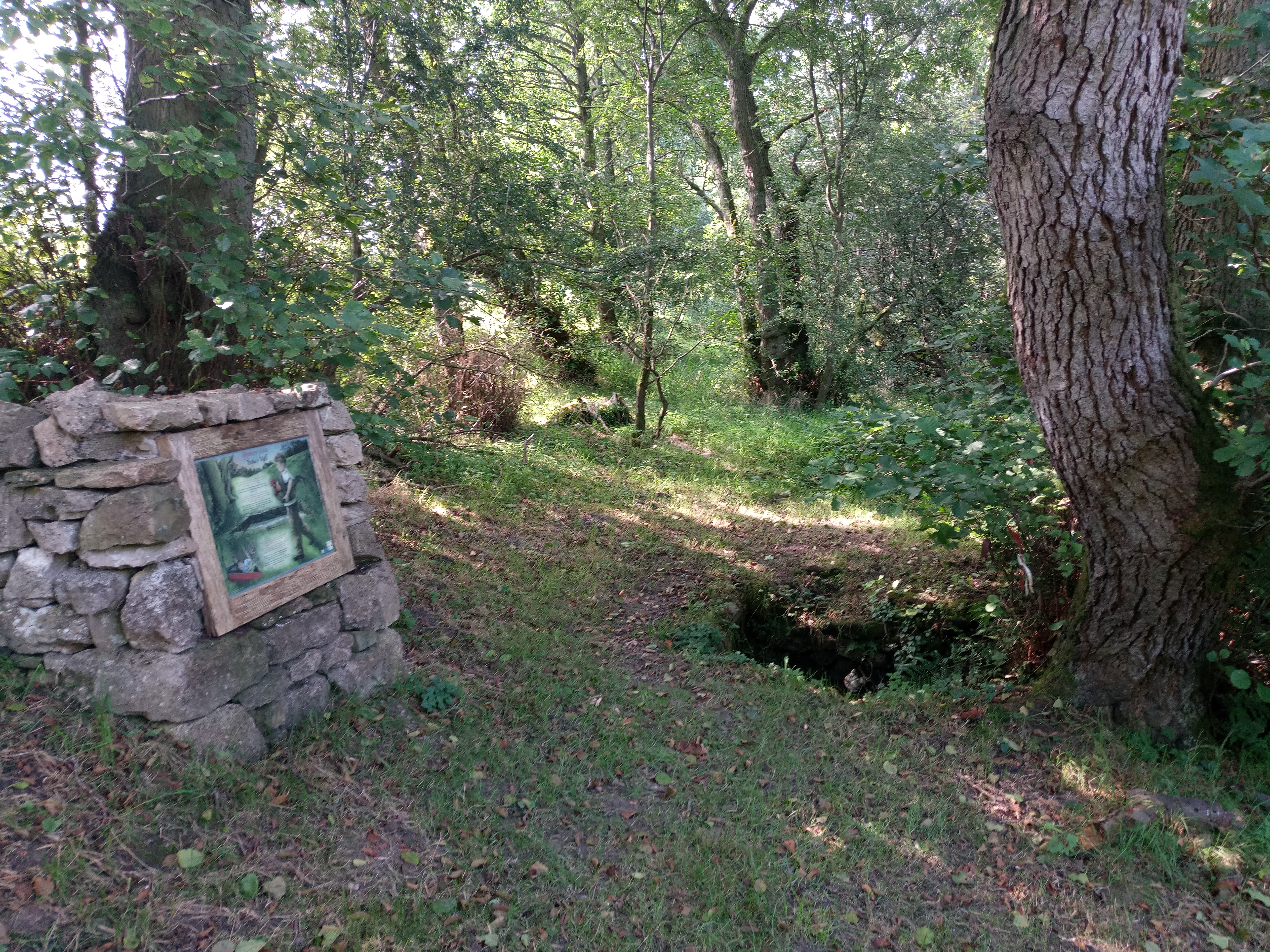
Manantial de Santa Tecla.

## Nombre
La villa fue llamada así en homenaje a Santa Tecla, patrona de la localidad y de su iglesia parroquial. Llandegla-yn-Iâl, su nombre galés, puede traducirse como «iglesia de Santa Tecla en Yale». Iâl fue un distrito, y más adelante hundred, cuyo nombre significa «país de la fértil colina». Bajo el sistema medieval galés de administración, fue otorgado por Gruffydd ap Llywelyn, rey de Powys, a Llewelyn Aurdorchog.
Esta villa fue asiento de la familia Iâl, cuyo miembro más célebre fue Elihu Yale, gobernador de la Compañía Británica de las Indias Orientales. Elihu hizo una contribución substancial para el establecimiento de una institución educacional en New Haven, Connecticut, que derivó en la fundación del Colegio Yale, conocido hoy como Universidad Yale.

## Historia
Se considera que la iglesia de Santa Tecla, por su ubicación y características, es de construcción medieval temprana. Sin embargo, en 1866 se hizo una gran reconstrucción, probablemente sobre la base de un diseño del arquitecto John Gibson. Desde el siglo XIII está bajo la administración eclesiástica de la Abadía de Valle Crucis.
Una de las principales vías pecuarias, que iba desde la costa noroeste de Gales hasta los mercados ingleses, atravesaba la villa por lo que el comercio ganadero era central en su economía. Al respecto, Thomas Pennant escribió que «eran notables sus grandes ferias de ganado negro galés», y que antiguamente existieron allí numerosas posadas para atender a los guías y comerciantes de ganado. George Borrow, en su libro de viajes Wild Wales, registró un encuentro con un comerciante de cerdos en una ruta del valle de Eglwyseg, conduciendo una gran piara a través de la montaña desde «Llandeglo» hacia Wrexham.
Debido a la construcción de vías férreas en el siglo XIX, las antiguas rutas ganaderas declinaron y dejaron de utilizarse, por lo cual muchos de los habitantes de Llandegla pasaron a emplearse en canteras.
El escritor Edward Tegla Davies y el poeta y escritor de himnos religiosos William Jones (Ehedydd Iâl) residieron en la villa.

## Costumbres y tradiciones locales
Pennant registró una curiosa tradición relacionada con la fuente de Santa Tecla, ubicada en un predio cercano a la iglesia. Personas afectadas de epilepsia, conocido localmente como «mal de Santa Tecla» (Clwyf Tecla en galés), se lavaban en el manantial luego del amanecer, y caminaban en círculos tres veces alrededor de él. Dejaban como ofrenda un «fourpence» (antigua moneda inglesa equivalente a cuatro peniques), y finalmente pasaban la noche en la iglesia.
El folclorista del siglo XIX Elias Owen registró una leyenda acerca de un «perverso fantasma» que solía espantar en la casa parroquial de Llandegla, y que fue exorcisado por un hombre llamado Griffiths, de la cercana aldea de Graianrhyd. La tradición decía que se trataba del espíritu de alguien sepultado en una caja bajo una gran piedra en el río Alyn, cerca del puente de Llandegla.

## Atracciones
El sendero Offa's Dyke Path atraviesa la villa. Al noroeste de la localidad se encuentran las colinas conocidas como Clwydian Range, al suroeste el bosque de Llandegla, y al sur el paso de montaña de Horseshoe Pass. Llandegla también cuenta con un centro de bicicleta de montaña ubicado en el bosque.